# Vĩnh Phong, Bảo Lâm (Cao Bằng)
Vĩnh Phong là một xã thuộc huyện Bảo Lâm, tỉnh Cao Bằng, Việt Nam.

## Địa lý
Xã Vĩnh Phong nằm ở phía đông huyện Bảo Lâm, có vị trí địa lý:
- Phía đông giáp huyện Bảo Lạc và xã Vĩnh Quang
- Phía tây giáp thị trấn Pác Miầu và xã Mông Ân
- Phía nam giáp xã Thái Sơn
- Phía bắc giáp xã Lý Bôn và xã Vĩnh Quang.

Xã Vĩnh Phong có diện tích 65,54 km², dân số năm 2019 là 2.717 người, mật độ dân số đạt 42 người/km².
Trên địa bàn xã có một số ngọn núi như Lũng Háng, Luộc Chùm, Ngàm Vuộc, Phia Nà. Vĩnh Phong là nơi khởi nguồn của suối Cai Kim, một phụ lưu nhỏ của sông Gâm.

## Hành chính
Xã Vĩnh Phong được chia thành 10 xóm: Bản Chang, Bản Diềm, Én Cổ, Én Nội, Én Ngoại, Lũng Trang, Nà Thôm, Nặm Luống, Phiêng Nặm, Phiêng Vai.

## Lịch sử
Sau năm 1975, Vĩnh Phong là một xã thuộc huyện Bảo Lạc.
Ngày 25 tháng 9 năm 2000, Chính phủ ban hành Nghị định số 52/2000/NĐ-CP về việc điều chỉnh xã Vĩnh Phong thuộc huyện Bảo Lạc chuyển sang trực thuộc huyện Bảo Lâm mới thành lập.
Đến năm 2019, xã Vĩnh Phong được chia thành 15 xóm: Bản Phườn, Én Cổ, Én Nội, Én Ngoại, Nặm Luống, Nặm Tăn, Phia Nà, Phia Tráng, Phiêng Diềm, Phiêng Vai, Nà Hù, Thôm Soọc, Phiêng Phổi, Lũng Háng, Bản Chang.
Ngày 9 tháng 9 năm 2019, Hội đồng Nhân dân tỉnh Cao Bằng ban hành Nghị quyết số 27/NQ-HĐND về việc:
- Giữ nguyên 6 xóm: Bản Chang, Én Cổ, Én Ngoại, Én Nội, Nặm Luống, Phiêng Vai
- Sáp nhập ba xóm Nà Hù, Phia Nà, Thôm Soọc thành xóm Nà Thôm
- Sáp nhập hai xóm Phia Tráng và Lũng Háng thành xóm Lũng Trang
- Sáp nhập hai xóm Phiêng Diềm và Bản Phườn thành xóm Bản Diềm
- Sáp nhập hai xóm Nặm Tăn và Phiêng Phổi thành xóm Phiêng Nặm.